# Prosopagnòsia
Prosopagnòsia (del grec πρόσωπον: cara, i ἀγνωσία: desconeixement) és la interrupció selectiva de la percepció de cares, tant d'hom mateix com de la dels altres, que poden ser vistos però no reconeguts com a propis d'una certa persona, segons el que va definir el metge Joachim Bodamer el 1947. També rep els noms de ceguesa facial o agnòsia facial. El seu equivalent auditiu seria la fonoagnòsia, un tipus d'agnòsia auditiva.

marcada en roig l'àrea del gir fusiforme, una zona que quan és malmesa és causa de prosopagnòsia.

Actualment la definició inclou dos tipus de prosopagnòsia: adquirida i congènita. Aquella adquirida és a causa d'una lesió al lòbul occipital-temporal del cervell i generalment afecta persones adultes. La prosopagnòsia adquirida es pot subdividir en: aperceptiva i associativa. En el tipus congènita l'individu neix sense arribar a desenvolupar una capacitat adequada per reconèixer o distingir cares.
Encara que hi ha hagut diverses temptatives per a posar-hi remei, cap teràpia no ha demostrat obtenir millores significatives i aplicables fora de laboratori en els grups de persones estudiades. Les persones que pateixen prosopagnòsia amb el temps desenvolupen estratègies de reconeixement basades a dirigir la seva atenció a alguns trets de la cara, reconeixent-la per parts, puix que en totalitat no ho poden. Això pot implicar de seguir pistes secundàries com ara: la roba, la manera de caminar, la color dels cabells, la silueta o la veu; el visatge, tanmateix, no els aporta elements distintius.
La prosopagnòsia dificulta que aquestes persones es puguin socialitzar amb normalitat, puix que no poden recuperar de la memòria els semblants de persones ja conegudes ni obtenir informació no-verbal durant una conversa. La prosopagnòsia pot ser associada amb altres trastorns en relació amb àrees cerebrals pròximes: hemianòpsia esquerra (perdre la visió de la part esquerra del camp visual, generalment associada a danys en el lòbul occipital dret), acromatòpsia (dèficit en la percepció de les colors generalment associada amb lesions unilaterals o bilaterals en la zona d'unió temporal-occipital) i desorientació topogràfica (dificultat per valdre's hom mateix en un ambient conegut, associada amb lesions de la part posterior del gir de l'hipocamp i de la part anterior del gir lingual de l'hemisferi dret).

## Història
La manca de capacitat per a reconèixer cares va ser documentada per primera vegada al segle xix, a partir dels casos estudiats pel britànic John Hughlings Jackson i el francès Jean-Martin Charcot; el terme prosopagnòsia però, no es va fer servir fins al 1947, ideat per Joachim Bodamer, un neuròleg alemany. Entre els primers tres casos descrits hi havia un home de 24 anys amb una ferida de bala el qual havia perdut l'habilitat per reconèixer els seus amics, familiars i, fins i tot, el seu propi rostre. Això no obstant, era capaç de reconèixer i identificar-los mitjançant altres formes sensorials, com ara el tacte, la veu o altres estímuls captats pels sentits, per exemple la silueta o la manera típica de moure's de cadascú. Bodamer els va anomenar els Prosop-Agnosie, a partir de dos termes del grec clàssic: πρόσωπον (prósōpon, «cara») i αγνωσία (agnōsía, «desconeixement»). L'octubre del 1996, Bill Choisser va proposar fer servir l'expressió face blindness («ceguera per les cares») per referir-se a aquesta mancança. El mateix Choisser va escriure un llibre sobre la seva prosopagnòsia titulat "Bill's Face Blindness Pages", el gener del 1997.
Un cas de prosopagnòsia és la del "Dr. P." descrit per Oliver Sacks en el seu llibre del 1985 The Man Who Mistook His Wife for a Hat («L'home que va confondre la seva dona amb un barret»), que es podria considerar amb més precisió, com una un cas d'agnòsia visual. Si bé el doctor P. no podia identificar la seva dona a partir de la imatge de la seva cara, sí que podia reconèixer-la per la seva veu. Quan mirava fotos dels seus familiars i amics sembla que es basava en trets específics de cadascú com ara la mandíbula quadrada del seu germà i les dents grosses. El mateix Oliver Sacks tenia prosopagnòsia, però no en va ser conscient durant molts anys.
L'estudi de la prosopagnòsia ha estat crucial en el desenvolupament de teories sobre la percepció facial. Això és degut al fet que la prosopagnòsia no és un trastorn unitari, per exemple, les persones afectades poden tenir diferents tipus i nivells del trastorn. Sembla que la percepció facial implica un nombre de nivells, cadascun dels quals pot causar diferències qualitatives de discapacitat que poden mostrar les persones afectades de prosopagnòsia.
La descripció de diferents casos de prosopagnòsia, és la prova sobre la qual es fonamenta la teoria que proposa que existeix al cervell humà un sistema específic per la percepció facial. Molts investigadors estan d'acord en afirmar que el procés de percepció facial és més holístic que basat en trets per separat, com també passa en la percepció de la majoria d'objectes. Una percepció holística facial considera la cara com una unitat i no una suma de parts (ulls, nas, boca, etc.). Existeix un arquetip de cara en el qual hi ha un lloc específic per situar cada element (els ulls van sempre damunt del nas i el nas per dalt de la boca), per tant les persones fem servir una aproximació holística per reconèixer cares concretes a partir del patró que correspon a un grup de persones amb trets facials similars. Aquest processament holístic dels trets facials és el que està espatllat en les persones amb prosopagnòsia: Són capaços de reconèixer el lloc específic de cada element corresponent al patró arquetípic i les característiques concretes dels trets facials, però són incapaços de processar tota la informació de forma conjunta en l'arxiu mental que correspon a una cara en concret. No tothom creu que les cares siguin percebudes d'una forma especial, diferent de la resta d'objectes. Segons un estudi realitzat, la percepció holística es pot donar també en el cas dels experts en gossos, per als quals la identificació d'un d'aquests animals significa més que la suma de tots els seus trets. L'estudi, dirigit per Diamond i Carey, consistia a ensenyar imatges de gossos a jutges de competició canina, després els ensenyaven les mateixes fotos però en impressió invertida; es va comprovar que, comparats amb un grup de control, els jutges tenien gran dificultat en reconèixer els animals quan la imatge estava invertida. Anteriorment s'havia pensat que l'efecte inversió només afectava el reconeixement de cares humanes però aquest experiment va demostrar que es pot aplicar a qualsevol categoria d'experts.
S'ha suggerit que la prosopagnòsia podria ser una discapacitat general, en entendre com els elements de la percepció formen l'estructura o gestalt d'un objecte. La psicòloga Martha Farah és una de les defensores d'aquest punt de vista.

## Tipus
Aperceptiva
És el nom que s'aplica als casos de prosopagnòsia adquirida durant alguna de les primeres fases de processament en el sistema de percepció facial. Les àrees del cervell que tenen una intervenció decisiva en aquest tipus de prosopagnòsia són les regions de la part dreta occipital temporal. Les persones que la pateixen no troben cap sentit a les cares i no poden trobar semblances o diferències quan se'ls presenten imatges de diverses cares de persones. Tampoc no poden distingir entre cares de familiars o persones desconegudes. Sí que poden, en canvi, reconèixer persones basant-se en altres característiques personals no relacionades directament amb la fesomia de la cara.
Associativa
Aquest nom es fa servir per descriure casos de prosopagnòsia adquirida deslligada dels processos perceptius però amb enllaços malmesos entre la fase inicial del procés de percepció facial i la informació semàntica que emmagatzemem a la memòria amb relació a la identificació de persones. La regió dreta anterior temporal és la que té una funció decisiva en aquest tipus de prosopagnòsia. Les persones afectades no són capaces de distingir si diferents fotos corresponen a una mateixa persona o a diverses persones i dedueixen l'edat i el sexe observant una cara però no poden identificar la persona o relacionar amb la cara altra informació que se'ls hagi donat sobre aquesta persona, com ara el seu nom, a què es dedica o quan va ser la darrera vegada que es van veure.
Desenvolupada
La prosopagnòsia de desenvolupament (DP), també dita prosopagnòsia congènita (CP), és un dèficit en el reconeixement de cares que es manifesta ja en la infantesa i perdura tota la vida i que no pot ser atribuïda a una lesió adquirida. Alguns estudis basats en EEG i imatges obtingudes per ressonància magnètica (fMRI) han demostrat l'existència d'aquest dèficit independentment d'una lesió adquirida, en conseqüència, s'ha suggerit que pugui haver-hi un factor genètic responsable. L'expressió "prosopagnòsia hereditària" es fa servir quan es veu afectat més d'un membre d'una mateixa família. Per tal d'examinar aquest possible factor genètic es van seleccionar a l'atzar 689 estudiants de diferents països entre els quals es van trobar disset que tenien DP; d'aquests disset, catorze tenien familiars amb el mateix dèficit.
Un altre estudi fet el 2005 va donar suport a la teoria que proposava l'existència d'un tipus de prospagnòsia no adquirida. Aquest estudi va aportar epidemiològiques amb les quals es pot afirmar que es tracta d'un dèficit que afecta moltes famílies. L'estudi genètic d'arbres genealògics indica que el patró de segregació (translocació heterocigòtica) de la prosopagnòsia hereditària (HPA) és totalment compatible amb una herència dominant autosomàtica. Aquest tipus d'herència explica per què la HPA és tan freqüent en algunes famílies.
Hi ha molts trastorns congènits associats a la dificultat de distingir i reconèixer cares, dels quals l'individu pot no ser-ne conscient. El mecanisme pel qual aquests dèficits de percepció s'arriben a formar és força desconegut. En una llista incompleta de trastorns que porten implícit la prosopranòsia podem trobar: els trastorns de l'espectre autista (TEA), la malaltia d'Alzheimer i el Trastorn d'Aprenentatge No Verbal. Aquests tipus de trastorns són, però, força complicats i estan en procés d'estudi, per tant cal evitar arribar a conclusions precipitades. A més a més, el seu símil a nivell auditiu seria la fonoagnòsia, un tipus d'agnòsia auditiva.

## Etiologia
La prosopagnòsia pot ser causada per lesions en diverses parts de l'àrea inferior occipital del cervell, en el gir fusiforme o en el còrtex anterior temporal. En les topografies per emissió de positrons (PET) i en escànners fMRI fets a individus sense prosopagnòsia, es pot veure que aquestes àrees s'activen específicament en resposta a l'estímul que representa veure un rostre.L'àrea inferior occipital està implicada sobretot en les primeres fases de la percepció i l'àrea anterior temporal és la responsable d'integrar informació sobre cares, veus i el nom d'una persona coneguda.
La prosopagnòsia adquirida es pot desenvolupar com a resultat de danys neurològics severs. També pot ser causat per problemes de tipus vascular per exemple infart en l'artèria posterior cerebral (PCAI) o hemorràgies en la part inferior-medial de l'àrea temporal-occipital. Això pot ser tant bilateral com unilateral, és a dir, afectar els dos hemisferis cerebrals o un de sol; però quan es dona unilateralment, gairebé sempre és a l'hemisferi dret. Estudis recents han confirmat que les lesions a l'hemisferi dret, en les àrees de la zona temporal-occipital abans esmentades són motiu suficient per induir la prosopagnòsia en un individu. Els escànners MRI de pacients amb prosopagnòsia mostren lesions aïllades dins l'hemisferi dret, mentre que els escànners fMRI mostren que l'hemisferi esquerre encara funciona amb normalitat. Les lesions unilaterals a l'àrea esquerra temporal-occipital són causants d'agnòsia, però no afecten el procés de reconeixement facial, tot i que en uns pocs casos descrits si han causat prosopagnòsia. S'ha suggerit que aquests pocs casos podrien ser deguts a un defecte que bloqueja el procés de recuperació de la informació semàntica, els quals també es fan servir quan identifiquem la imatge d'una persona.
Altres etiologies no tan comunes són: la intoxicació per monòxid de carboni, la lobotomia de la zona temporal, l'encefalitis, la neoplàsia, atròfia del lòbul temporal dret, un traumatisme, la malaltia de Parkinson i la malaltia d'Alzheimer.

## Reconeixement facial inconscient
Un fet interessant que ha aportat l'estudi de la prosopagnòsia és que fa pensar que deuen haver-hi dos aspectes en el reconeixement facial: un que fem conscientment i un altre inconscient. Els experiments han mostrat que quan es presenten un grup d'imatges barrejant cares familiars amb altres de desconeguts, les persones amb prosopagnòsia poden ser incapaces d'identificar satisfactòriament cada cara o ni tan sols dir "em sona/ no em sona gens". Malgrat això, s'ha pogut mesurar una mica de resposta emocional en veure les fotos dels que si coneix (generalment mesurat a través de la conductància de la pell), encara que no es doni un reconeixement conscient. Això fa pensar que les emocions intervenen significativament en el procés de reconeixement de cares, fet no gens estrany si tenim en compte que la supervivència bàsica de l'ésser humà depèn, sobretot pel que fa a la seguretat, de poder identificar les persones de l'entorn i aquelles de les quals depèn cada individu.
Es creu que la síndrome de Capgras podria ser el revers de la prosopagnòsia. Els qui la pateixen reconeixen conscientment a les persones amb només veure la cara, però no mostren cap resposta emocional, potser deixant-se emportar per la falsa creença que la persona coneguda ha estat substituïda per un estrany impostor.

## En nens
La prosopagnòsia congènita pot ser especialment difícil d'identificar quan qui la pateix és un nen. La major part dels adults amb aquest tipus de prosopagnòsia diuen que durant molts anys no van ser conscients que la resta de la gent podia identificar persones només mirant-los la cara i pensava que era una dificultat que tothom tenia.
La prosopagnòsia en nens pot passar desapercebuda; els altres generalment interpreten que no reaccionen davant la presència de persones conegudes o familiars perquè són tímids o nens rars. Per a ells és molt costós fer amistats, ja que no poden identificar ni tan sols els seus companys de classe. Generalment es fan amics de nens amb trets facials clarament distingibles.
Els nens amb prosopagnòsia poden tenir dificultat en seguir l'argument de pel·lícules o programes de televisió perquè confonen els personatges. Prefereixen mirar, en canvi, els programes de dibuixos animats, ja que els personatges porten sempre la mateixa roba, el mateix pentinat, etc., i els protagonistes són clarament distingibles. Aquests nens poden tenir problemes per distingir membres de la pròpia família i altres persones de la seva vida quotidiana quan aquests es troben en un context fora de l'habitual (per exemple el mestre a la carnisseria).
A més, els nens amb prosopagnòsia poden passar-ho malament durant l'època escolar, ja que molts professionals de l'educació desconeixen l'existència d'aquesta dificultat i no poden ajudar-los de forma específica.

## Valoració neuropsicològica
Encara no s'ha trobat la forma definitiva per diagnosticar la prosopagnòsia. Generalment es fa servir el típic test amb imatges de cares de famosos, però aquest test és difícil d'estandarditzar. El Test Benton de Reconeixement Facial (BFRT) és un altre test emprat pels neuropsicòlegs per avaluar l'habilitat d'identificar cares. A cada individu se li presenta una persona a través d'una targeta hi ha el nom i la foto de la cara d'algú; cada targeta pertany a un grup de persones; després d'haver presentat un total de sis grups, es demana al subjecte que identifiqui cada persona a quin grup dels presentats pertany. En la fase d'identificació les targetes es presenten sense el nom i s'elimina la part de la roba i els cabells. En el test hi ha igual nombre de cares masculines i femenines. En la primera part de la prova, entre els sis primers ítems només una imatge coincideix amb la targeta donada; en els set ítems següents tres imatges (una mateixa persona fotografiada des de tres angles diferents) coincideixen amb la targeta que cal identificar. La fiabilitat d'aquest test va ser qüestionat quan un estudi dut per Duchaine i Nakayama va mostrar que la mitjana d'encerts d'onze prosopagnostics coincidia amb la ràtio de persones sense aquesta dificultat.
Passar el test a un subjecte podria ser útil per identificar pacients amb el tipus de prosopagnòsia aperceptiva, ja que aquest test es basa en l'aparellament distingint les cares conegudes de les cares de desconeguts i, per tant, no podrien superar el test. Si el test es passés a una persona amb el tipus de prosopagnòsia associativa, el subjecte superaria la prova, ja que tenen capacitat per aparellar i identificar cares iguals (encara que no saben dir qui són).
Per tal de millorar la diagnosi Duchaine i Nakayama van crear el Cambridge Face Memory Test (CFMT), una nova eina per identificar persones amb aquest problema. Aquest test presenta inicialment divuit targetes de persones, que són sis individus amb tres imatges de cadascun. Després es presenten imatges de grups de tres persones formades per una de les cares de les targetes i dues per distreure. Aquest nou test ha demostrat ser més efectiu en la diagnosi de persones amb qualsevol tipus de prosopagnòsia.

## Persones amb prosopagnòsia
- Robert Gascoyne-Cecil, tercer marquès de Salisbury (1830–1903)[22]
- Margaret Kerry (1929-), actriu americana i imatge del personatge de Campaneta[23]
- Oliver Sacks (1933–2015), neuròleg anglès[24]
- Jane Goodall (1934-), primatòloga anglesa[25]
- Karl Kruszelnicki (1948-), divulgador científic australià[26]
- Chuck Close (1949-2021), pintor americà[27]
- Duncan Bannatyne (1949-), emprenedor escocès[28]
- Steve Wozniak (1950-), enginyer electrònic americà i cofundador d'Apple Inc.[29]
- John Hickenlooper (1952-), governador de Colorado[30]
- Jim Woodring (1952-), dibuixant americà[31]
- Carme Junyent (1955-2023), lingüista catalana[32][33]
- Stephen Fry (1957-), actor anglès[34][35]
- Mary Ann Sieghart (1961-), periodista anglesa[36]
- Brad Pitt (1963-), actor americà[37]
- Markos Moulitsas (1971-), bloguer americà fundador del Daily Kos[25]
- Victòria de Suècia (1977-), princesa de Suècia[38][39]
- Sara Benincasa (1980-), còmica americana[40]